# لاکر
لاکر (به انگلیسی: Lakheri) یک منطقهٔ مسکونی در هند است که در بخش بوندی واقع شده‌است. لاکر ۲۵ کیلومتر مربع مساحت و ۲۹٬۵۷۲ نفر جمعیت دارد و ۲۲۷ متر بالاتر از سطح دریا واقع شده‌است.